# SE Matonense
Die Sociedade Esportiva Matonense ist ein Fußballverein aus Matão im brasilianischen Bundesstaat São Paulo.

## Geschichte
1976 spielte in Matão die SE Bambozzi, welche durch die von der Bambusindustrie gesponsert wurde. Dieser gewann in dem Jahr die Amateurmeisterschaft von São Paulo. Mit diesem Erfolg war die Startberechtigung in der Segunda Divisão der Staatsmeisterschaft von São Paulo, heute Série A4 genannt, der vierten regionalen Liga, für 1977 verbunden. Den Schritt der Professionalisierung wollte Bambozzi jedoch nicht gehen. Daraufhin wurde am 24. Mai 1976 auf einer Versammlung der Metallarbeitergewerkschaft, auf Initiative vom damaligen Bürgermeister Celso de Barros Perches, die Sociedade Esportiva Matonense gegründet.
Die Stadt stellte dem neuen Klub das Estádio Hudson Buck Ferreira als Austragungsstätte zur Verfügung. 1994 übernahm Matonense dieses offiziell, indem man es 30 Jahre auslieh. Während dieser Phase in den 1990er Jahren, legte sich der Klub den Adler als Maskottchen zu.

## Herrenmannschaft
Der Klub übernahm die Startberechtigung von Bambozzi für die Staatsmeisterschaft. Hier spielte man bis einschließlich 1979. Dann reformierte der regionale Verband Federação Paulista de Futebol (FPF) sein Ligasystem und Matonense spielte ab 1980 in der dritten Liga der Staatsmeisterschaft. Es folgten diverse Aus- und Abstiege, teilweise auch bedingt durch Strukturänderungen durch den FPF. Eine Teilnahme an einem nationalen Wettbewerb gelang Matonense bislang nicht.
Eine Besonderheit war die Teilnahme am Copa João Havelange im Jahr 2000. Aufgrund von rechtlichen Problemen wurde diese nicht vom nationalen Verband, dem Confederação Brasileira de Futebol, ausgerichtet, sondern vom Clube dos 13 organisiert. An dem Wettbewerb nahmen alle Vereine, die in der Saison 1999 an der Série A, Série B antraten oder sich ursprünglich für die Série C 2000 qualifiziert hatten. In den Gruppen Grün und Weiß traten die 55 Klubs der Série C an. Matonense startete in der Gruppe G des Weißen Moduls. Man erreichte in dieser den dritten Platz und kam eine Runde weiter in die Gruppe 5. In dieser schied der Klub dann aus. Im Gesamtklassement belegte Matonense den 81. Platz von 114 angetretenen Klubs. Die Teilnahme wird allgemein aber nicht als eine an der obersten Spielklasse Brasiliens gewertet. Hierfür hätte der Klub das Achtelfinale des Turniers erreichen müssen.
Nachdem sich 2023 der Geschäftsmann Antônio Galli, welcher Matonense lange führte, sowie der Anwalt Armando Zavitoski, von der Leitung des Klubs zurückzogen, kam es zu Beginn 2024 zu Unregelmäßigkeiten im sportlichen Betrieb. Dem Klub wurde Spielmanipulation vorgeworfen. Er wurde vom FPF noch vor Beendigung der Série A3 vom Spielbetrieb suspendiert und konnte seine letzten drei Spiele nicht mehr austragen. In seinen bis dahin zwölf ausgetragenen Partien, hatte der Klub nur ein Unentschieden holen können. Die Sperre wurde später bestätigt und vom Klub zugegeben. Dieser hätte nach eigenen Ermittlungen Fehlverhalten eines Spielers im Treffen beim União Suzano AC am 31. Januar festgestellt (5:2–Niederlage). Aber auch ohne die Sperre hätte der Abstieg des Klubs festgestanden.

### Teilnahme an Fußballwettbewerben Herren
| Wettbewerb                          | Teilnahmen                                              |
| ----------------------------------- | ------------------------------------------------------- |
| Staatsmeisterschaft                 | 05× – 1998–2002                                         |
| Staatsmeisterschaft Série A2        | 08× – 1991–1993, 1997, 2003–2005, 2015                  |
| Staatsmeisterschaft Série A3        | 20× – 1980–1990, 1996, 2006, 2014, 2016–2018, 2022–2024 |
| Staatsmeisterschaft Série A4        | 11× – 1994–1995, 2007, 2009–2012, 2019–2021, 2025       |
| Staatsmeisterschaft Segunda Divisão | 01× – 2026                                              |
| Staatspokal                         | 05× – 1999, 2003–2005, 2016                             |

### Erfolge Herren
- Staatsmeisterschaft von São Paulo – Série A2: 1997
- Staatsmeisterschaft von São Paulo – Série A3: 1996
- Staatsmeisterschaft von São Paulo – Série A4: 1995, 2023

## Frauenmannschaft
Für Matonense trat in der Vergangenheit auch eine Frauenauswahl an. 2001 hatte sich Klub sich als Vizemeister der Staatsmeisterschaft von São Paulo zur Teilnahme an einem Vorgängerwettbewerb der heutigen Série A1, der nationalen Meisterschaft der Frauen qualifiziert und erreichte hier den zweiten Platz. Ein Bestand des Teams ist nicht nachgewiesen.

### Teilnahme an Fußballwettbewerben Frauen
| Wettbewerb                                | Teilnahmen      |
| ----------------------------------------- | --------------- |
| Campeonato Brasileiro de Futebol Feminino | 1× – 2001       |
| Staatsmeisterschaft                       | 2× – 1999, 2001 |

### Erfolge Frauen
- Staatsmeisterschaft von São Paulo – Vizemeister: 2001
- Campeonato Brasileiro de Futebol Feminino – Vizemeisterschaft: 2001[14]